# アヴァンス法務事務所
アヴァンス法務事務所（アヴァンスほうむじむしょ）は、日本の司法書士事務所で、2007年6月に大阪市で開業。現在は、司法書士法人アヴァンス・リーガルサービス・グループが、同事務所の名称で大阪市中央区と東京都渋谷区にオフィスを運営している。一時は、名古屋市中村区と福岡市博多区にもオフィスを開設していた。

## 概要
日本の司法書士法で認められた債務者1人当たり140万円以下の債務整理（過払い金返還請求の受任事務など）に特化した司法書士事務所として、2007年に大阪市中央区で開設。現在は、“We aim at the best of the client.”というモットーを掲げている。また、2011年からは、同法の下で不動産登記・商業登記・相続登記などの事務も扱うようになった。
代表司法書士については、開設から2013年11月30日付まで赤嶺昌彦が務めた後に、同年12月1日以降は副代表の徳永諭へ交代。2014年1月の時点では、代表の徳永以外に、「認定司法書士」（大阪司法書士会の登録会員）が11名在籍している。
債務整理業務では、上記オフィスのほかに、フリーダイヤルや電子メールを通じて24時間体制で全国から相談を受け付けている。フリーダイヤルでは女性専用の受付番号も設けているが、受付でも、前述の認定司法書士が受付後に依頼者と直接面談。相談者の債務内容を確認したうえで、相談者との合意の下に、受任業務として債権回収交渉に当たる。
債務整理・過払い請求に関する初期費用（相談料や債務診断料など）は無料。所属の司法書士を通じて過払い金の返還を正式に請求した場合にのみ、返還された過払い金から、最大で16%を「成功報酬」方式で事務手数料に充てる。なお、当事務所の公式サイトでは、依頼者が「WEB進行状況照会画面」を通じて自身の債権や債権回収交渉の進捗状況を確認することが可能。また、2010年の貸金業法改正で貸付金額の総量規制が施行されたことを背景に、公式サイトからも無料で「総量規制診断」を受けられる。
広告活動については、大阪司法書士会が定める「大阪司法書士会員の広告に関する規制」の下で、債務に関する無料相談の案内にほぼ特化。24時間体制のフリーダイヤルで相談に対応することや、相談を何度でも無料で受け付けることを前面に押し出している。設立当初から、新聞広告・交通広告やラジオCM（MBSラジオ・Kiss FM KOBE限定のスポットCM）に加えて、携帯電話での閲覧を前提にインターネット向けのバナー広告も出稿。2009年には、関西地方を中心に西日本地域でテレビCMの放送を開始した。
2010年の初頭には、全国向けのテレビCMを放送する一方で、複数のテレビ番組や京セラドーム大阪内のフィールドシートのスポンサー（いずれも後述）に付いていた。しかし大阪弁護士会は、「2008年4月頃に司法書士の資格のない事務職員に債務整理交渉を担当させた」として、同年4月に法人（アヴァンス・リーガルサービス・グループ）および当事務所所属の司法書士5人（代表を含む）を弁護士法違反（非弁活動）容疑で大阪府警に告発。2011年3月29日付で法人および司法書士全員が嫌疑不十分で不起訴になったが、告発から2011年5月上旬までは広告活動を事実上控えていた。
2011年5月からは広告活動を再開するとともに、事務所のロゴやCMの一部を刷新。また、大阪のオフィスを「本店」と位置付けたうえで、「支店」扱いで東京渋谷・福岡博多・名古屋名駅の各オフィスを開設した。ただし、名古屋名駅オフィスは2013年5月17日、福岡博多オフィスは同年6月30日付で「本店」に統合された。
現在では、以上のオフィスでの業務に加えて、全国各地で無料法律相談会を随時開催。前述の債務整理以外の事務に加えて、債務整理後の再和解、悪質なサイトによる詐欺行為への対策、未収家賃の回収代行などにも乗り出している。また、全国約30ヶ所に面談ブースを常設。名古屋・福岡のブースでは、オフィスを開設していた時期の事務を引き継ぐ。

### 沿革
司法書士事務所としての業務に関する沿革のみ列記
- 2007年　中ノ島総合法務事務所からの分離・独立によって、6月にアヴァンス法務事務所を設立。
- 2007年　9月に京都支店を開設。
- 2007年　11月に「司法書士法人アヴァンス・リーガルサービス・グループ」を設立。
- 2008年　業務拡大に伴う効率化のため、京都支店を閉鎖したうえで、業務を本店に集約。
- 2011年　東京渋谷・福岡博多・名古屋名駅の各オフィスを開設。
- 2013年　福岡博多・名古屋名駅の両オフィスを閉鎖したうえで、両オフィスの顧客対応などの業務を本店に集約。

### 社会貢献活動
司法書士事務所としての業務のほかに、法人としての社会的責務を果たすべく、スポーツを中心に以下の活動を展開している。
- 2009年2月15日　当時の福山競馬場（広島県）で開催されたアラブ馬レース「アヴァンス杯　久松城賞」に協賛。
- 2009年11月23日　福岡県で開催された第46回九州実業団毎日駅伝に協賛。
- 2010年1月　同年3月から京セラドーム大阪の1・3塁側内野ゾーンに新設されるフィールドシートに対して、同ドームとの間で3年間のスポンサー契約を締結[12]。2012年のプロ野球シーズン終了までは、この契約に沿って、同シートを「アヴァンスシート」と称していた[13]。
  - 2011年6月8日・6月9日 京セラドーム大阪で開催されたプロ野球セ・パ交流戦（オリックス・バファローズ対東京ヤクルトスワローズ戦）では、「アヴァンスシリーズ」と称してゲームスポンサー扱いで協賛した。
- 2012年 日本プロバスケットボールリーグ（bjリーグ）の2012/13シーズンから、大阪エヴェッサ（同リーグに所属する地元チーム）とオフィシャルスポンサー契約を締結。

### 提供番組
（　）内の年月は提供期間を示す

#### 現在（2013年1月以降）
- ウェークアップ!ぷらす（読売テレビ制作・日本テレビ系列、2012年7月～）
- フジテレビ系列で放送される駅伝・フルマラソン中継（出雲全日本大学選抜駅伝競走・大阪国際女子マラソンなど）

#### 過去
- 報道ステーション（テレビ朝日、2009年～2010年3月）関西ローカル・ABCテレビ限定で天気予報コーナーのみ提供
- ミュージャック（関西テレビ、2010年1～3月）同年2月に開催された番組イベント「Livejack Special Stories II-Drama×Songs-」にも協賛[14]
- おはよう朝日です（ABCテレビ、2010年1月～4月上旬）「ニュースヘッドライン」のみ提供
- 情報プレゼンター　とくダネ!（フジテレビ、2010年4月上旬）
- 聖なる怪物たち（テレビ朝日、2012年2月のみ）
- 報道ステーション　SUNDAY（テレビ朝日、2012年4月～5月）
- 徹子の部屋（テレビ朝日、2012年7月）
- SMAP×SMAP（関西テレビ・フジテレビ共同制作、2012年・2013年とも1月のみ）

以下のプロ野球中継では、2011年5月から同年のプロ野球シーズン終了まで、ナイトゲームを放送する場合に週1日ずつ提供。
- ABCフレッシュアップベースボール（ABCラジオ）
- MBSタイガースライブ（MBSラジオ）

## 脚註
1. ↑  2003年施行の改正司法書士法では、日本国内の司法書士に対して、債務者1人当たり140万円以下の債務の交渉権と簡易裁判所の訴訟代理権を認めている。そのため当事務所では、140万円を超える債務の交渉を扱えないことを広告などに記している。
2. ↑  代表司法書士交代のお知らせ アヴァンス法務事務所公式サイト2013年11月29日付NEWS
3. ↑  アヴァンス法務事務所　費用・報酬について
4. ↑  2009年に杉本を起用するまでのラジオCMでは、“Together Your Future”というキャッチフレーズを使用。2011年の広告活動再開当初は、事務所の体制を一新したことを伝える目的で、登場人物のいないメッセージだけのCMも放送していた。
5. ↑  この他にも、当事務所所属の司法書士による法律相談のテレビ番組『知っ得!SOS法律相談』を、1回1テーマ・8回シリーズで放送したことがある（放送局や放送時期は不明）。
6. ↑  大阪、無資格で債務整理か　弁護士会が法務事務所告発（共同通信社2010年4月8日付配信記事）。大阪司法書士会では、この報道を受けて、同月9日に「司法書士法人アヴァンス・リーガルサービス・グループ緊急対応ダイヤル」として電話相談を実施した（大阪司法書士会からのお知らせ を参照）。
7. ↑  お知らせ｜任意整理・過払い金返還　アヴァンス法務事務所
8. ↑  ただし、京セラドーム大阪におけるフィールドシートへのスポンサー契約は継続。「アヴァンスシート」という名称も2012年末の契約期間満了まで残された。
9. ↑  アヴァンス法務事務所オフィシャルブログ　広告再開について
10. ↑  支店統合のお知らせ アヴァンス法務事務所公式サイト2013年5月10日付NEWS
11. ↑  アヴァンス法務事務所　全国面談ブース所在地
12. ↑  2010年3月20日に同ドームで開催されたパシフィック・リーグ開幕戦（オリックス・バファローズ対東北楽天ゴールデンイーグルス戦）では、当事務所および「アヴァンスシート」のPRを兼ねて、杉本が始球式を務めた。
13. ↑  2013年シーズンからは、「モバプロ」（オンラインでの無料プロ野球シミュレーションゲーム）を運営するモブキャストが、フィールドシートのスポンサー契約を締結。その関係で、フィールドシートを「アヴァンスシート」から「モバプロシート」に改称した。
14. ↑  杉本は提供期間中に、同番組および同イベントのMCを務めていた。